# Jardín rectoral en Nuenen en primavera
Jardín rectoral en Nuenen en primavera, o Jardín de primavera, es la primera pintura al óleo del pintor holandés Vincent van Gogh, realizada en 1884 mientras vivía con sus padres en Nuenen. Van Gogh hizo varios dibujos y pinturas al óleo de los jardines circundantes y la fachada del jardín rectoral o parroquial de Nuenen. 
El lienzo se conservaba en el Groninger Museum de Groninga desde 1962 hasta 2020. La pintura fue robada el 30 de marzo de 2020 en el museo Singer Laren mientras el edificio estaba cerrado al público debido a la Pandemia de enfermedad por coronavirus de 2019-2020.
En septiembre de 2023, el detective Arthur Brand, conocido como “El Indiana Jones del Arte”, lo recobró, quedando en manos del Museo Groninger.

## El tema
Precedido por una serie de dibujos invernales, esta pintura probablemente se hizo en mayo de 1884. Representa una vista del jardín con una figura vestida de oscuro en primer plano, y en la distancia están las ruinas de la antigua iglesia, también en obras. 